# Фредеріка Шарлотта Гессен-Дармштадтська
Фредеріка Шарлотта Гессен-Дармштадтська (нім. Friederike Charlotte von Hessen-Darmstadt, 8 вересня 1698 — 22 березня 1777) — принцеса Гессен-Дармштадтська, донька ландграфа Гессен-Дармштадтського Ернста Людвіга та Доротеї Шарлотти Бранденбург-Ансбаської, дружина принца Максиміліана Гессен-Кассельського.

## Біографія
Фредеріка Шарлотта народилась 8 вересня 1698 року у Дармштадті. Вона була наймолодшою дитиною ландграфа Гессен-Дармштадтського Ернста Людвіга та його першої дружини Доротеї Шарлотти Бранденбург-Ансбаської. У дівчинки була старша сестра Доротея Софія та брати Людвіг, Карл Вільгельм і Франц Ернст. Матір померла, коли Фредеріці виповнилося сім років.

У 22 роки Фредеріка Шарлотта пошлюбилася із принцом Максиміліаном Гессен-Кассельським. Весілля відбулося 28 листопада 1720 року у Дармштадті. У подружжя народилося семеро дітей, з яких дорослого віку досягли чотири доньки.
Шлюб повинен був стати новим ступенем гармонії між родами Гессен-Кассельського та Гессен-Дармштадтського ландграфств. У 1723 році Максиміліан отримав від батька Єсберг з прилеглими селищами і оселився там із родиною в садибі Рішероде біля підніжжя гірського хребта. Для доньок принц побудував Сад принцес.
Та Фредеріка воліла жити неподалік від батька, в Дармштадтській резиденції. Одна чи разом з дітьми вона проводила там багато часу, іноді, кілька місяців. В родині чоловіка дуже критично ставилися до такої поведінки принцеси. Це нерозуміння призвело до того, що Фредеріка стала вести ексцентричний та марнотратний спосіб життя. А в свою чергу, від цього, в родині з'являлося додаткове напруження.
Після смерті Максиміліана Фредеріка остаточно переселилася у Дармштадті, де і прожила ще 22 роки. Померла вона 22 березня 1777 року. Похована у «королевському склепі» Міської церкви Дармштадту. Зараз публічного доступу до місця поховання немає.

## Родина
Чоловік — Максиміліан Гессен-Кассельський
Діти:
- Карл (1721—1722) — помер немовлям;
- Ульріка Фредеріка (1722—1787) — дружина герцога Ольденбурзького Фрідріха Августа I, мала сина і двох доньок;
- Крістіна Шарлотта (1725—1782) — ігуменя Герфордського монастиря;[1]
- Марія (1726—1727) — померла немовлям;
- Вільгельміна (1726—1808) — дружина принца Генріха Пруського, дітей не мала;
- Єлизавета Софія Луїза (1730—1731) — померла немовлям;
- Кароліна Вільгельміна Софія (1732—1759) — дружина князя Ангальт-Цербтського Фрідріха Августа, дітей не мала.